# 8 бит (компьютерная архитектура)
В компьютерной архитектуре — целые типы данных, адреса памяти, или другие типы данных, размером максимум 8 бит (один октет). Восьмибитные архитектуры ЦПУ и АЛУ, основанные на регистрах и шинах данного размера. 8-бит — также название поколения компьютеров, когда восьмибитные процессоры были стандартны.
Восьмибитные процессоры обычно используют 8-разрядную шину данных и 16-разрядную шину адреса, что означает, что их адресное пространство ограничено 64 КБ; однако из этого правила бывают исключения.
Первым широко распространённым 8-битным был микропроцессор Intel 8080, который использовался во многих любительских компьютерах в конце 1970-х и начале 1980-х годов, часто используя операционную систему CP/M. Zilog Z80 (совместимый с 8080) и Motorola 6800 были также использованы в подобных компьютерах. Z80 и 8-разрядные процессоры MOS 6502 широко использовались в домашних компьютерах и игровых консолях 70-х и 80-х. Многие 8-разрядные процессоры и микроконтроллеры лежат в основе современных встроенных систем.

## Список восьмибитных процессоров
- Freescale (Motorola)
  - Freescale 68HC08
  - Freescale 68HC11
- Intel
  - Intel 8008 (апрель 1972 года)
  - Intel 8080 (1974 год)
  - Intel 8085 (совместимый с 8080) (1976 год)
  - Intel 8051 (микроконтроллер, с раздельной памятью команд и данных) (1980 год)
- Infineon
  - XC800 family (семейство микроконтроллеров, основанных на 8051) (2005 год)
- RCA
  - RCA 1802(CDP 1802) (1976 год)
- Zilog
  - Zilog Z80 (совместимый с 8080) (1976 год)
  - Zilog Z180 (совместимый с Z80) (1986 год)
  - Zilog Z8 (семейство микроконтроллеров, с раздельной памятью команд и данных) (1979 год)
  - Zilog eZ80 (совместимый с Z80)
- Motorola
  - Motorola 6800 (1974 год)
  - Motorola 6803 (1974 год)
  - Motorola 6809 (1978 год)
- MOS Technology
  - MOS Technology 6501 (1975 год)
  - MOS Technology 6502 (1975 год)
  - MOS Technology 65CE02
  - MOS Technology 6507
  - MOS Technology 6508
  - MOS Technology 6509
  - MOS Technology 6510
  - MOS Technology 8502
- Western Design Center
  - WDC 65C02 (1978 год)
  - WDC 65C816 (8/16 разрядный, 1984 год)
  - WDC 65C802 (8/16 разрядный, 1989 год)
- Microchip Technology (семейство микроконтроллеров PIC)
  - Microchip PIC10
  - Microchip PIC12
  - Microchip PIC16
  - Microchip PIC18
- Ricoh
  - Ricoh 2A03 (основан на MOS 6502, специально для NES) (1982 год)
- Signetics
  - Signetics 2650 (1975 год)
- прочие
  - Atmel AVR — семейство микроконтроллеров (1996 год)
  - Hudson Soft HuC6280 (основан на WDC 65C02)
  - NEC 78K0[1] — семейство микроконтроллеров
  - КР580ВМ80А — (СССР, завод «Квазар»)